# Palpatine
Sheev Palpatine,hay Darth Sidious là một nhân vật hư cấu trong tác phẩm Star Wars . Nhân vật là một trong những nhân vật phản diện chính trong 3 bộ phim gốc và ba phần phim làm thêm sau này. Ông chủ yếu được thủ vai bởi Ian McDiarmid. Trong bộ ba gốc, ông được mô tả là một Hoàng đế già, xanh xao và bí ẩn của Đế chế Ngân hà. Trong bộ ba phần trước, ông được mô tả là một thượng nghị sĩ lôi cuốn từ Naboo, sử dụng sự lừa dối và thao túng chính trị để leo lên vị trí Thủ tướng tối cao của Cộng hòa Ngân hà.
Mặc dù bề ngoài xuất hiện là một công chức có ý tốt và ủng hộ nền dân chủ trước khi trở thành hoàng đế, ông là trong thực tế Darth Sidious, Chúa tể Bóng tối người Sith - một giáo phái theo mặt tối của Thần lực, được cho là đã bị tuyệt chủng trong thiên hà Star Wars một thiên niên kỷ trước. Dưới danh tính Sidious, ông gây nên Chiến tranh Vô tính, gần như tiêu diệt hết các Jedi, và chuyển đổi Cộng hòa thành Đế chế. Ông cũng biến Anakin Skywalker thành tay sai của mình, Chúa tể Sith tên là Darth Vader. Triều đại của Palpatine đã bị kết thúc bởi Luke Skywalker và Anakin Skywalker (hồi tâm).
Kể từ khi Return of the Jedi ra mắt lần đầu, Palpatine đã trở thành một biểu tượng được công nhận rộng rãi trong văn hóa phổ biến của cái ác, sự lừa dối nham hiểm, độc tài, và lật đổ nền dân chủ.

## Xuất hiện

### Phim

#### Bộ ba phần trước
Trong bộ phim The Phantom Menace (1999), Palpatine được mô tả là khoác lốt thượng nghị sĩ trung niên đến từ hành tinh Naboo, thật sự là Darth Sidious, một chúa tể người Sith. Với tư cách Sidious, ông ra lệnh cho Liên đoàn Thương mại tham nhũng phong tỏa và xâm nhập Naboo. Nữ hoàng Padme Amidala của Naboo chạy trốn đến hành tinh Coruscant để nhận lời khuyên từ Palpatine, không biết rằng ông thực sự đứng đằng sau cuộc xâm lược. Sau khi lời kêu gọi sự giúp đỡ từ Thượng viện với kết quả chậm trễ do sự quan liêu, Palpatine thuyết phục Nữ hoàng kêu gọi bỏ phiếu bất tín nhiệm, cách chức Đại Pháp Quan Chancellor Finis Valorum. Khi Padme cố gắng giải phóng Naboo, Sidious gửi Darth Maul, người tập sự Sith của mình đến bắt cô. Cuộc xâm lược cuối cùng cũng bị cản trở và Maul bị đánh bại trong một cuộc đấu kiếm ánh sáng với Obi-Wan Kenobi. Sử dụng cuộc khủng hoảng để được bầu làm Thủ tướng mới của nền Cộng hoà, Palpatine trở về Naboo, nơi ông kết bạn với Anakin Skywalker, nói với cậu bé rằng ông "sẽ trông nom sự nghiệp [của cậu] với sự quan tâm sâu sắc ".
Trong phần tiếp theo, Attack of the Clones (2002), Palpatine khai thác sơ hở của hiến pháp để ở lại văn phòng sau khi nhiệm kỳ chính thức kết thúc. Trong khi đó, trong danh tính Darth Sidious, ông vẫn tiếp tục thao túng các sự kiện từ phía sau, và người tập sự Sith mới của ông, Bá tước Dooku dẫn đầu các hệ sao ly khai với nền Cộng hòa, tạo thành phong trào ly khai của các Hệ sao độc lập.
Trong lúc quân ly khai đang bí mật xây dựng một quân đội người máy chiến đấu, Palpatine lợi dụng tình hình để thâu tóm quyền lực trong tình trạng khẩn cấp. Palpatine giả vờ miễn cưỡng chấp nhận thẩm quyền này, hứa sẽ trả lại cho Thượng viện khi cuộc khủng hoảng kết thúc. Hành động đầu tiên của ông là cho phép tạo ra Đội quân Clone Troopers, được Obi-Wan phát hiện, để đối phó với mối đe dọa phe ly khai; kết quả mở màn Chiến tranh Vô tính (The Clone Wars).
Trong phần tiếp theo, Revenge of the Sith (2005), Palpatine bị bắt bởi chỉ huy phe ly khai, Đại tướng Grievous, một phần của một kế hoạch của Sidious. Palpatine được giải cứu bởi Anakin và Obi-Wan, nhưng không phải trước khi các Jedi đối đầu với Bá tước Dooku một lần nữa. Một cuộc đấu tay đôi diễn ra và Dooku bị đánh bại dưới tay của Anakin. Mặc dù ban đầu do dự, Jedi trẻ nghe Palpatine, giết Dooku (kẻ không có vũ khí) trong máu lạnh. Palpatine sau đó trốn thoát cùng các Jedi và quay trở lại Coruscant. Đến thời điểm này, Palpatine đã trở thành một nhà độc tài, có thể thực hiện bất kỳ hành động nào tại Thượng viện. Các Hội đồng Jedi đang gặp rắc rối bởi quyền lực của Palpatine và nỗi sợ hãi gần như tuyệt đối rằng ông sẽ không từ bỏ nó khi kết thúc Chiến tranh Vô tính. Palpatine nói với Anakin câu chuyện của Darth Plagueis, một Chúa tể Sith mạnh mẽ, có thể thao tác sự sống và cái chết, nhưng đã bị giết bởi người tập sự của mình. Cuối cùng, Palpatine tiết lộ danh tính Sith bí mật của mình với Anakin; ông biết rằng Anakin đã mơ thấy Padme, người vợ đang mang thai không công khai của anh, chết trong khi sinh con, và yêu cầu dạy cho anh bí mật của Plagueis để cứu sống cô.
Anakin thông báo với Thầy Jedi, Mace Windu về sự phản bội của Palpatine. Windu và ba Thầy Jedi khác đến bắt giữ Palpatine để đưa ông ra trước Thượng viện xét xử. Palpatine lấy một lightsaber ra khỏi tay áo của mình và giết chết tất cả trừ Windu, và hai người tham gia vào một cuộc đấu khốc liệt. Windu cuối cùng đánh bại Chúa tể Sith và làm chệch hướng Sét Thần lực (Force Lightning) trở lại vào mặt Palpatine với lightsaber của mình, làm biến dạng khuôn mặt Palpatine thành một gương mặt trắng nhạt, nhăn nheo như trong bộ ba gốc. Anakin xuất hiện và cứu Palpatine của bằng cách cắt đứt cánh tay Windu, cho phép Palpatine giết Thầy Jedi với Sét Thần lực. Anakin sau đó trở thành người tập sự Sith mới của Palpatine, Darth Vader. Palpatine lệnh cho Đội quân Clone Troopers trở mặt các Tướng Jedi của họ, đồng thời gửi Vader giết tất cả mọi người bên trong Ngôi đền Jedi và ám sát các nhà lãnh đạo ly khai trên hành tinh Mustafar. Palpatine sau đó tổ chức lại Cộng hòa thành Đế chế Ngân hà, với chính mình là Hoàng đế. Thầy Jedi Yoda đối mặt với Hoàng đế trong văn phòng Thượng viện của ông và tham gia một cuộc đấu tay đôi lightsaber với Chúa tể Sith mà kết thúc trong bế tắc. Cảm nhận được rằng người tập sự mới của mình đang gặp nguy hiểm, Palpatine đi đến Mustafar và tìm Vader gần chết sau một cuộc đấu tay đôi với Obi-Wan. Sau khi trở lại Coruscant, ông xây dựng lại cơ thể bị hủy hoại của Vader với bộ giáp đen từ bộ ba gốc. Palpatine sau đó nói với Vader rằng Padme đã bị Vader giết chết trong lúc tức giận, phá vỡ những gì còn lại của tinh thần người tập sự của mình. Palpatine được nhìn thấy lần cuối nhìn Death Star I đang được xây dựng, với Vader và Wilhuff Tarkin ở bên mình.

#### Bộ ba gốc
Hoàng đế xuất hiện lần đầu trong The Empire Strikes Back. Trong hình dạng ba chiều, ông được tiết lộ là Chúa tể Sith, thầy của Darth Vader. Ông nói với Vader rằng Luke Skywalker đang trở thành một mối đe dọa nghiêm trọng đối với Đế chế và không được trở thành một Jedi. Vader thuyết phục ông rằng Luke sẽ là một tay sai tốt nếu theo mặt tối.
Trong Return of the Jedi, Hoàng đế đích thân đến giám sát giai đoạn cuối cùng của việc xây dựng Death Star thứ hai. Ông đảm bảo Darth Vader rằng họ sẽ cùng nhau đưa Luke, bây giờ đã được tiết lộ là con trai Vader, vào mặt tối. Vader không biết rằng Hoàng đế có kế hoạch thay thế người tập sự của ông với Luke. Khi Vader mang Luke đến trước ông chủ của mình, Hoàng đế cám dỗ Luke tham gia mặt tối bằng cách kêu gọi sự sợ hãi của Jedi trẻ vì mạng sống của bạn bè mình, người mà ông đã dụ vào một cái bẫy. Điều này dẫn đến một trận đấu lightsaber, cuối cùng Luke đánh bại và gần như giết chết Vader. Hoàng đế nói với Luke giết Vader và thay vị trí của anh, nhưng Luke từ chối và tuyên bố mình là một Jedi. Tức giận, Hoàng đế tấn công Luke với Sét Thần lực của mình. Hồi tâm bởi tiếng kêu cứu của con trai mình, Vader ném Hoàng đế vào lò phản ứng trục Death Star, kết liễu Hoàng đế.

### Truyền hình
Palpatine/Darth Sidious là một nhân vật trung tâm trong micro-series năm 2003 Star Wars: Clone Wars của Genndy Tartakovsky, diễn ra giữa Attack of the Clones và Revenge of the Sith. Chân dung của nhân vật trong này được dựa trên The Phantom Menace và Attack of the Clones. Trong Chapter 1, Palpatine được Obi-Wan Kenobi thông báo rằng Jedi đã phát hiện ra rằng InterGalactic Banking Clan đã thành lập một nhà máy sản xuất người máy chiến đấu trên hành tinh Muunilinst. Palpatine đồng ý gửi một lực lượng tấn công bao gồm Anakin Skywalker, và yêu cầu Anakin sẽ được nhận "lệnh đặc biệt" từ các chiến binh của Obi-Wan. Yoda và Obi-Wan ban đầu không thích ý tưởng đó, nhưng miễn cưỡng thừa nhận. Trong Chapter 7, một hình ảnh ba chiều của Sidious xuất hiện ngay sau khi Dooku huấn luyện Asajj Ventress, một Dark Jedi. Sidious ra lệnh cho Ventress theo dõi và giết Anakin. Ông nói với Dooku rằng Ventress chắc chắn sẽ bị đánh bại, nhưng đó là sứ mệnh của cô, để kiểm tra Anakin. Trong Chapter cuối, một hình ba chiều của Sidious xuất hiện lần nữa và ra lệnh cho Đại tướng Grievous bắt đầu một cuộc tấn công vào thủ đô Ngân hà. Sau đó, quân ly khai bắt đầu xâm lược Coruscant và Palpatine nhìn từ căn hộ của mình ở 500 Republica. Grievous phá cửa sổ và định bắt cóc Thủ tướng, dẫn đến một cuộc rượt đuổi dài trong khi Palpatine được bảo vệ bởi các Jedi Shaak Ti, Roron Corobb và Foul Moudama. Sau Grievous đánh bại các Jedi, Palpatine được đưa sang Invisible Hand, mở đầu cho Revenge of the Sith.
Trong bộ phim hoạt hình Star Wars: The Clone Wars năm 2008 (cũng diễn ra giữa Attack of the Clones và Revenge of the Sith), Darth Sidious lập một âm mưu ly khai, để Bá tước Dooku khiến Jabba the Hutt chống lại Cộng hòa bằng cách bắt cóc con trai của hắn, Rotta và đổ tội cho Jedi. Trong khi đó, Palpatine yêu cầu Cộng hòa liên minh với Hutts. Mặc dù Anakin Skywalker và Padawan Ahsoka Tano cuối cùng ngăn được kế hoạch, kết quả phù hợp với mục đích của Palpatine: Jabba đặt tuyến Không gian đa chiều của Hutt tại xử lý của Cộng hòa.
Trong loạt phim hoạt hình cùng tên với bộ phim, Palpatine tiếp tục làm Thủ tướng tối cao trong khi danh tính Sith của ông vẫn còn đằng sau hậu trường qua hình ảnh ba chiều. Trong Mùa hai, Sidious thuê thợ săn tiền thưởng Cad Bane xâm nhập vào Ngôi đền Jedi và ăn cắp một holocron. Sau đó ông có một tinh thể ký ức Kyber có giá trị, chứa tên của hàng ngàn đứa trẻ có Thần lực - tương lai của Hội đồng Jedi - từ xung quanh thiên hà. Giai đoạn cuối cùng của kế hoạch: bắt bốn đứa trẻ có Thần lực đến cơ sở bí mật Sidious ở Mustafar. Anakin và Ahsoka lại ngăn được kế hoạch, nhưng Bane thoát và tất cả các bằng chứng về sự tham gia của Sidious bị mất. Trong Mùa năm, Sidious đích thân đi đến hành tinh Mandalore để đối đầu với người tập sự cũ của ông, Darth Maul sau khi trở thành lãnh đạo của Death Watch, giết Savage Opress trước khi tra tấn Maul với mục đích sử dụng anh. Trong Mùa cuối cùng, Sidious che giấu bản chất đầy đủ các kế hoạch của mình từ các Jedi bằng cách cố gắng bắt Clone Trooper Fives im lặng khi anh biết được về Lệnh 66 và Dooku diệt bất cứ điều gì về Thầy Jedi Sifo-Dyas.

### Vũ trụ Mở rộng
Vũ trụ mở rộng Star Wars nói rõ về vai trò của Palpatine trong Star Wars ngoài phim. Sự xuất hiện đầu tiên của Palpatine trong văn học Star Wars là trong tiểu thuyết của kịch bản A New Hope của Alan Dean Foster (viết như George Lucas), được công bố với tên Star Wars: Từ cuộc phiêu lưu của Luke Skywalker (1976). Foster khắc họa Palpatine là một thượng nghị sĩ xảo quyệt người "tự tìm cách" để được bầu làm Tổng thống của Cộng hòa, và sau đó tuyên bố mình là Hoàng đế và tự cô lập mình, cuối cùng trở thành một con tốt, bị giật dây bởi các cố vấn của ông.
Palpatine xuất hiện lớn đầu tiên của mình trong vũ trụ mở rộng vào năm 1991 và 1992 với loạt truyện tranh Dark Empire được viết bởi Tom Veitch và minh họa bởi Cam Kennedy. Trong truyện (diễn ra sáu năm sau Return of the Jedi), Palpatine được hồi sinh với tên gọi Emperor Reborn hoặc "Palpatine the Undying". Linh hồn của ông trở về từ thế giới bên kia (Netherworld of the Force) với sự trợ giúp của những bóng ma Sith trên Korriban và chiếm hữu cơ thể của Jeng Droga, một trong những điệp viên và sát thủ ưu tú được gọi là Những bàn tay của Hoàng đế Palpatine. Droga chạy trốn đến một cơ sở bí mật của Đế chế trên hành tinh Byss, nơi cố vấn của Hoàng đế, Sate Pestage phù phép linh hồn của Palpatine và đưa nó vào một trong nhiều cơ thể nhân bản tạo ra bởi Palpatine trước khi chết. Palpatine cố hồi phục lại sự kiểm soát thiên hà, nhưng Luke Skywalker, bây giờ là một Hiệp sĩ Jedi cao cấp, phá hoại kế hoạch của ông. Luke phá hủy hầu hết các cơ thể nhân bản của Palpatine, nhưng chỉ có thể đánh bại Hoàng đế với sự giúp đỡ từ Leia Organa Solo, người đã được Luke đào tạo thô sơ về Jedi. Hai người đẩy lùi một cơn bão Thần lực mà Palpatine đã tạo ra và đẩy nó trở lại vào ông, một lần nữa phá hủy cơ thể của ông.
Số phận cuối cùng của Palpatine được ghi chép trong Dark Empire II và The Empire's End. Truyện Dark Empire II, xuất bản 1994-1995, kể lại chi tiết cách Hoàng đế lại một lần nữa tái sinh trên Byss trong một cơ thể nhân bản. Palpatine cố gắng để xây dựng lại Đế chế khi Liên minh phiến quân đang yếu đi. Trong The Empire's End (1995), một người lính Đế chế phản bội hối lộ người giám sát các cơ thể nhân bản của Palpatine để làm xáo trộn mẫu DNA lưu trữ của Hoàng đế. Điều này khiến các cơ thể vô tính có tình trạng xấu đi ở một tốc độ nhanh chóng.

## Đặc điểm
Trong Star Wars, Palpatine là một chính trị gia khôn ngoan, một Hoàng đế tàn nhẫn, và một Chúa tể Sith độc ác. Dữ liệu Star Wars mô tả ông là "nhà lãnh đạo tối cao của chế độ độc tài mạnh nhất thiên hà đã từng chứng kiến" và Bách khoa toàn thư Star Wars của Stephen J. Sansweet gọi ông là "hiện thân của cái ác."
Khi là một thượng nghị sĩ, Palpatine "khiêm tốn và đầy tham vọng". Trong Cloak of Deception, James Luceno viết rằng Palpatine bảo vệ cẩn trọng sự riêng tư của mình và "người khác thấy sự xa cách của ông hấp dẫn, như thể ông có một cuộc sống bí mật". Mặc dù vậy, ông có nhiều đồng minh trong chính phủ. Luceno viết, "Những gì Palpatine thiếu về uy tín, ông lại thay bằng sự thẳng thắn, và nhờ thẳng thắn mà ông đã tạo nên sự hấp dẫn rộng rãi của mình trong thượng viện....Vì trong trái tim của mình, ông đánh giá vũ trụ theo cách riêng của mình, với một ý thức rõ ràng về đúng và sai."

## Khái niệm và sáng tạo
Khái niệm về Palpatine của Lucas và vai trò của nhân vật trong Star Wars thay đổi theo thời gian. Từ Return of the Jedi trở đi, Palpatine đã trở thành hiện thân của cái ác trong Star Wars, thay thế Darth Vader trong vai trò nhân vật phản diện trung tâm.
Khi đầu Star Wars bộ ba được quay, tên Hoàng đế không rõ và hành tinh ngai vàng của ông không xác định. Tên của ông không được sử dụng trong phim cho đến bộ ba phần trước và lần đề cập đến đầu tiên của tên Palpatine đến từ đoạn mở đầu tiểu thuyết A New Hope của Alan Dean Foster, xuất bản năm 1976, trong đó trình bày chi tiết sự leo cao trong chính quyền của Hoàng đế quyền lực.
Tuy nhiên, vẫn chưa rõ liệu Lucas để Palpatine là Hoàng đế duy nhất trị vì, hoặc chỉ là người đầu tiên của một dòng triều đại các hoàng đế. Michael Kaminski, tác giả của Lịch sử bí mật của Star Wars, tuyên bố rằng các ghi chú đầu tiên Lucas 'thảo luận về một dòng triều đại của các Hoàng đế tham nhũng, không phải chỉ một người. Nếu Palpatine là đầu tiên, Kaminski suy luận, ông sẽ do đó không phải là hoàng đế hiện tại. Sau đó Lucas sẽ từ bỏ ý tưởng này, thay vào đó tập trung vào một người cai trị duy nhất.
Trong cuộc hội thảo kịch bản của The Empire Strikes Back, Lucas và Leigh Brackett quyết định rằng "Hoàng đế và Thần lực là hai mối quan tâm chính trong [Empire Strikes Back]; Hoàng đế đã hầu như không được đề cập trong bộ phim đầu tiên, và ý định trong phần tiếp theo là để đối phó với ông trên một mức độ cụ thể hơn." Lucas cuối cùng đã quyết định để Hoàng đế trong Return of the Jedi.
Trong bộ phim, chân dung ban đầu của Palpatine đã được thay thế bằng chân dung một nhà cai trị độc tài chuyên nghiệp trong mặt tối của Thần lực. Hoàng đế đã được lấy cảm hứng từ nhân vật phản diện Ming the Merciless từ truyện tranh Flash Gordon. Sự nổi lên của Palpatine liên quan đến một chính trị gia đầy tham vọng và tàn nhẫn tiêu diệt một nước cộng hòa dân chủ để đạt được quyền lực tối cao một phần lấy cảm hứng từ các ví dụ thực tế như Julius Caesar, Napoleon Bonaparte và Adolf Hitler. Các yếu tố khác của các nhân vật đến từ các nhân vật lịch sử như Vladimir Lenin và Richard Nixon. Lucas nói: "Toàn bộ phim, các yếu tố cơ bản mà làm cho những bộ phim có tác dụng, là bạn, cho dù bạn tiến lên hoặc lùi, bạn bắt đầu trong một nền dân chủ, và dân chủ trở thành một chế độ độc tài, và sau đó phiến quân nổi dậy làm cho nó trở thành một nền dân chủ."
Lucas muốn lập Hoàng đế là nguồn gốc thực sự của cái ác trong Star Wars. Biên kịch Lawrence Kasdan ghi nhận: "Cảm giác của tôi về mối quan hệ [giữa Darth Vader và Hoàng đế] là Hoàng đế là mạnh hơn rất nhiều...và Vader đã bị ông đe dọa rất nhiều. Vader có phẩm giá, nhưng Hoàng đế trong Jedi thực sự có tất cả quyền lực". Ông giải thích rằng cao trào của bộ phim là một cuộc đối đầu giữa Darth Vader và ông chủ của anh. Cảnh đầu tiên cho thấy Hoàng đế đến ở Death Star và được chào đón bởi Đội quân Stormtroopers, kỹ thuật viên và nhân viên. Lucas nói ông muốn nó trông giống như cuộc diễu hành quân sự vào "Lễ May Day ở Nga."
Lucas phát triển tính cách của Hoàng đế trong bộ ba phần trước. Theo Lucas, vai trò Palpatine trong The Phantom Menace là để giải thích "Anakin Skywalker đã đến được tập sự [của Palpatine] như thế nào" và những sự kiện dẫn đến sự gia tăng của ông lên nắm quyền. Danh tính thực sự của Darth Sidious - Bóng ma đe dọa - là một bí ẩn, và mối quan hệ của ông với Palpatine không rõ ràng, mặc dù đồng thuận phổ biến nhất trí rằng Darth Sidious và Palpatine là một. Nhà phê bình phim Jonathan L. Bowen nhận xét, "cuộc tranh luận nổ ra trên Internet liên quan đến mối quan hệ giữa Darth Sidious và Thượng nghị sĩ Palpatine. Hầu hết người hâm mộ tin rằng hai nhân vật thực sự là một người và logic dường như ủng hộ kết luận của họ." Bowen ghi chú rằng cuộc tranh luận đã được kích thích bởi thực tế là "tên của Darth Sidious không xuất hiện trong credits."

## Ảnh hưởng văn hóa
Sau khi Return of the Jedi, bộ ba phần trước ra mắt cùng các chiến dịch bán hàng kèm theo, Palpatine đã trở thành một biểu tượng ở Mỹ văn hóa phổ biến. Kenner/Hasbro sản xuất và tiếp thị một loạt các đồ chơi của nhân vật từ năm 1983 đến năm 2005. Theo John Shelton Lawrence và Robert Jewett, "những đồ chơi cho phép trẻ em ('4 tuổi trở lên') xử lý những biểu tượng của Thần lực."
Các học giả đã tranh luận về mối quan hệ của Palpatine với văn hóa hiện đại. Các học giả tôn giáo Ross Shepard Kraemer, William Cassidy, và Susan Schwartz so sánh Palpatine và Star Wars anh hùng đến khái niệm thần học của nhị nguyên. Họ nhấn mạnh, "Một điều chắc chắn có thể hình dung vị hoàng đế ác trong Star Wars như Satan, với đầy đủ quyền năng địa ngục của mình, lãnh đạo những tay sai của ông như những lính Đế chế mang áo choàng đỏ." Lawrence và Jewett cho rằng việc giết Palpatine trong Return of the Jedi đại diện cho "sự chinh phục lâu dài của cái ác".
Kể từ khi Return of the Jedi và bộ ba phần trước ra mắt, tên của Palpatine đã được viện dẫn như một bức tranh biếm họa chính trị. Website tự do BuzzFlash ghi nhận năm 2004, "Khi chúng ta nhìn thấy... [Thượng nghị sĩ] Zell Miller [của Georgia] vì lời công kích của ông tại RNC, chúng ta biết điều đó nhắc nhở chúng ta về một người nào đó. Chúng ta chỉ có thể không biết điều đó cho đến khi chúng ta nhận ra nó. Đôi mắt đáng ghét trong của Zell, da của ông và bề ngoài đáng ghét của nó là ăn linh hồn của mình. Sau đó, chúng ta lại nhớ đến ông nhắc nhở chúng ta về Hoàng đế Palpatine từ Star Wars (chúng ta không biết Hoàng đế có một cái tên cho đến sáng nay.)." Một biên tập Seattle Post-Intelligencer lưu ý rằng chống thịt lợn blogger đã được cường điệu Thượng nghị sĩ Tây Virginia Robert Byrd là "Hoàng đế Palpatine" với Thượng nghị sĩ Ted Stevens của Alaska có "nguyện vọng rõ ràng là Darth Vader của ông". Phí theo một báo cáo liên kết với một tổ chức bí mật trên Trách nhiệm tài trợ liên bang và luật minh bạch năm 2006 với hai thượng nghị sĩ. Các chính trị gia cũng đã so sánh điều này. Năm 2005, Thượng nghị sĩ đảng Dân chủ Frank Lautenberg của New Jersey so Lãnh đạo chủ yếu Cộng hòa Bill Frist của Tennessee với Palpatine trong một bài phát biểu trên sàn Thượng viện.
Một biên tập Fox News nói "không có biểu tượng văn hóa có thể tồn tại mà không có một người nào đó đang cố gắng cho vào một ý thức hệ chính trị. Star Wars saga, biểu tượng văn hóa phổ biến lớn nhất trong ba thập kỷ qua, không là ngoại lệ... Palpatine được Thượng viện ủng hộ cai trị đế quốc được so sánh với Julius Caesar với Thượng viện La Mã, Hitler trong vai trò thủ tướng, và FDR."